# Список покинутых населённых пунктов Чернобыльской зоны отчуждения на Украине
Чернобыльская зона отчуждения (укр. Чорнобильська зона відчуження; полн. Зона отчуждения Чернобыльской АЭС и зона безусловного (обязательного) отселения, укр. Зона відчуження Чорнобильської АЕС i зона безумовного (обов’язкового) відселення) — запрещённая для свободного доступа часть территории Украины, подвергшаяся интенсивному загрязнению радионуклидами вследствие аварии на Чернобыльской атомной электростанции 26 апреля 1986 года.
Общая площадь составляет 2598 км². Включает в себя север Вышгородского района Киевской области, а также часть Житомирской области.
Находится под управлением подразделения МЧС Украины — государственного департамента — Администрации зоны отчуждения и зоны безусловного (обязательного) отселения.

## Список
В настоящем списке в алфавитном порядке представлены все покинутые населённые пункты, находящиеся на территории Чернобыльской зоны отчуждения. Список содержит информацию о вышестоящих административных единицах, расстоянии до ЧАЭС, численности населения, месте эвакуации населения, общей информации.
 Населённые пункты, где проживают самосёлы

28,5 Населённый пункт находится на территории 30-километровой зоны отчуждения

10,21 Населённый пункт находится на территории 10-километровой зоны отчуждения
| Название                                   | Район                      | Совет                | Расстояние до ЧАЭС | Население    | Эвакуация                                                                                     | Общие сведения | К. Ист. |
| Житомирская область                        |                            |                      |                    |              |                                                                                               | |         |
| Деркачи (укр. Деркачі)                     | Овручский                  | Колесниковский с/с   | 73,1               | 120          | Сведений нет                                                                                  | Сведений нет | К       |
| Долгий Лес (укр. Довгий Ліс)               | Народичский                | Долголесский с/с     | 57,2               | 160          | Сведений нет                                                                                  | Сведений нет | К       |
| Журба (укр. Журба)                         | Овручский                  | Переездовский с/с    | 67,9               | 170          | Сведений нет                                                                                  | Сведений нет | К       |
| Липские Романы (укр. Липські Романи)       | Овручский                  | Колесниковский с/с   | 72,7               | 160          | Сведений нет                                                                                  | Сведений нет | К       |
| Мотыли (укр. Мотилі)                       | Народичский                | Долголесский с/с     | 57,8               | 80           | Сведений нет                                                                                  | Сведений нет | К       |
| Новое Шарно (укр. Нове Шарне)              | Народичский                | Христиновский с/с    | 65,5               | 370          | Сведений нет                                                                                  | Сведений нет | К       |
| Омельники (укр. Омельники)                 | Народичский                | Долголесский с/с     | 59,4               | 60           | Сведений нет                                                                                  | Сведений нет | К       |
| Киевская область                           |                            |                      |                    |              |                                                                                               | |         |
| Андреевка (укр. Андріївка)                 | Чернобыльский, Иванковский | Тереховский с/с      | 28,5               | 224          | с. Яхны Фастовского р-на                                                                      | Сведений нет | К       |
| Бенёвка (укр. Бенівка)                     | Чернобыльский, Иванковский | Старошепеличский с/с | 10,21              | 254          | с. Марьяновка Макаровского р-на                                                               | Сведений нет | К       |
| Бобёр (укр. Бобер)                         | Полесский                  | Бобёрский с/с        | 47,2               | 2980         | с. Середовка Згуровского р-на                                                                 | Сведений нет | К       |
| Бовище (укр. Бовище)                       | Полесский                  | Лубянский с/с        | 23,67              | 230          | Сведений нет                                                                                  | Сведений нет | К       |
| Буда (укр. Буда)                           | Чернобыльский, Иванковский | Толстолесский с/с    | 22,09              | 251          | с. Липовка Макаровского р-на                                                                  | Сведений нет | К       |
| Буда-Варовичи (укр. Буда-Варовичі)         | Полесский                  | Буда-Варовичский с/с | 41,6               | 650          | с. Столпяги П.-Хмельницкого р-на                                                              | Сведений нет | К       |
| Буряковка (укр. Буряківка)                 | Чернобыльский, Иванковский | Речицкий с/с         | 11,95              | 226          | Макаровский район                                                                             | Упоминается с середины XIX века. Пункт захоронения радиоактивных отходов.                                                  | К       |
| Бычки (укр. Бички)                         | Чернобыльский, Иванковский | Рассоховский с/с     | 24,5               | 114          | с. Недра Барышевского р-на                                                                    | Сведений нет | К       |
| Варовичи (укр. Варовичі)                   | Полесский                  | Варовичский с/с      | 39,6               | 4090         | с. Плесецкое Васильковского р-на                                                              | Известно с первой половины XVIII века.                                                                                     | К       |
| Весеннее (укр. Весняне)                    | Полесский                  | Веснянский с/с       | 32,69              | Сведений нет | Сведений нет                                                                                  | Сведений нет | К       |
| Вильча (укр. Вільча)                       | Полесский                  | Вильчанский п/с      | 46,1               | ≈ 3000       | пгт Вильча Волчанского р-на Харьковской обл.                                                  | Начальная и средняя школа, 2 клуба, 3 библиотеки, больница.                                                                | К       |
| Владимировка (укр. Володимирівка)          | Полесский                  | Тарасовский с/с      | 58,2               | 280          | Сведений нет                                                                                  | Сведений нет | К       |
| Глинка (укр. Глинка)                       | Чернобыльский, Иванковский | Корогодский с/с      | 21,32              | 212          | с. Зуровка Макаровского р-на                                                                  | Сведений нет | К       |
| Городище (укр. Городище)                   | Чернобыльский, Иванковский | Куповатский с/с      | 34,5               | 87           | с. Грузское Макаровского р-на                                                                 | Сведений нет | К       |
| Городчан (укр. Городчан)                   | Чернобыльский, Иванковский | Чапаевский с/с       | 14,5               | 183          | с. Фасова, с. Людвиновка Макаровского р-на                                                    | Сведений нет | К       |
| Грезля (укр. Грезля)                       | Полесский                  | Полесский п/с        | 47,7               | Сведений нет | с. Сезенков Барышевского р-на                                                                 | Сведений нет | К       |
| Денисовичи (укр. Денисовичі)               | Полесский                  | Денисовичский с/с    | 28,73              | ≈ 500        | с. Трубовщина Яготинского р-на                                                                | Упоминается с середины XVIII века. Неполная средняя школа, клуб, библиотека.                                               | К       |
| Диброва (укр. Діброва)                     | Полесский                  | Дибровский с/с       | 29,74              | ≈ 1500       | Сведений нет                                                                                  | Работал кирпичный завод, средняя школа, клуб, библиотека, больница.                                                        | К       |
| Жовтневое (укр. Жовтневе)                  | Полесский                  | Жовтневый с/с        | 57,1               | Сведений нет | Сведений нет                                                                                  | До 1920-х гг. Святоцкое. Неполная средняя школа, клуб, библиотека.                                                         | К       |
| Заглыбье (укр. Заглибье)                   | Чернобыльский, Иванковский | Ладыжичский с/с      | 27,8               | Сведений нет | Сведений нет                                                                                  | Сведений нет | К       |
| Залесье (укр. Залісся)                     | Чернобыльский, Иванковский | Залесский с/с        | 15,55              | 2849         | с. Новое Залесье, с. Здвижевка Бородянского р-на                                              | Сведений нет | К       |
| Замошня (укр. Замошня)                     | Чернобыльский, Иванковский | Корогодский с/с      | 22,52              | 138          | с. Лубянка Бородянского р-на                                                                  | Сведений нет | К       |
| Заполье (укр. Запілля)                     | Чернобыльский, Иванковский | Залесский с/с        | 14,9               | 172          | с. Здвижевка Бородянского р-на                                                                | Сведений нет | К       |
| Зимовище (укр. Зимовище)                   | Чернобыльский, Иванковский | Зимовищенский с/с    | 5,3                | ≈ 800        | с. Рудницкое, с. Лукаши Барышевского р-на                                                     | Сведений нет | К       |
| Ивановка (укр. Іванівка)                   | Чернобыльский, Иванковский | Залесский с/с        | 18,25              | 102          | с. Новое Залесье Бородянского р-на                                                            | Сведений нет | К       |
| Иловница (укр. Іловниця)                   | Чернобыльский, Иванковский | Рассоховский с/с     | 23,19              | 110          | с. Колонщина Макаровского р-на                                                                | Вблизи располагался пионерлагерь «Сказочный»                                                                               | К       |
| Ильинцы (укр. Іллінці)                     | Чернобыльский, Иванковский | Ильинецкий с/с       | 19,38              | 1059         | с. Право Жовтня, с. Жовтневое, с. Старая Оржица Згуровского р-на                              | Сведений нет | К       |
| Каменка (укр. Кам'янка)                    | Чернобыльский, Иванковский | Опачичский с/с       | 25,26              | 75           | с. Новые Опачичи Макаровского р-на                                                            | Сведений нет | К       |
| Кливины (укр. Кливини)                     | Полесский                  | Веснянский с/с       | 33,03              | Сведений нет | Сведений нет                                                                                  | Начальная школа, клуб, библиотека                                                                                          | К       |
| Ковшиловка (укр. Ковшилівка)               | Полесский                  | Варовичский с/с      | 42,5               | ≈ 1000       | Сведений нет                                                                                  | Впервые упоминается в 1453 г. Средняя школа, ДК, 2 библиотеки, больница.                                                   | К       |
| Копачи (укр. Копачі)                       | Чернобыльский              | Копачевский с/с      | 3,34               | 1114         | с. Лехновка Барышевского р-на                                                                 | Неполная средняя школа, клуб, библиотека.                                                                                  | К       |
| Корогод (укр. Корогод)                     | Чернобыльский, Иванковский | Корогодский с/с      | 13,46              | 934          | с. Новый Корогод Бородянского р-на                                                            | Восьмилетняя школа, клуб, библиотека, роддом.                                                                              | К       |
| Королёвка (укр. Королівка)                 | Полесский                  | Максимовичский с/с   | 41,34              | Сведений нет | с. Сезенков Барышевского р-на                                                                 | Сведений нет | К       |
| Котовское (укр. Котовське)                 | Полесский                  | Раговский с/с        | 55,2               | Сведений нет | Сведений нет                                                                                  | Сведений нет | К       |
| Кошаровка (укр. Кошарівка)                 | Чернобыльский, Иванковский | Новошепеличский с/с  | 7,2                | 152          | с. Боровка Макаровского р-на                                                                  | Сведений нет | К       |
| Кошовка (укр. Кошівка)                     | Чернобыльский, Иванковский | Парышевский с/с      | 11,67              | 270          | с. Лукьяновка Барышевского р-на                                                               | Сведений нет | К       |
| Коцюбинское (укр. Коцюбинське)             | Чернобыльский, Иванковский | Чапаевский с/с       | 11,86              | 32           | с. Фасова, с. Людвиновка Макаровского р-на                                                    | Сведений нет | К       |
| Красное (укр. Красне)                      | Чернобыльский, Иванковский | Машевский с/с        | 5,74               | 325          | с. Рудницкое, с. Лукаши Барышевского р-на                                                     | Сохранилась церковь постройки 1800 г.                                                                                      | К       |
| Красное (укр. Красне)                      | Чернобыльский, Иванковский | Толстолесский с/с    | 24,1               | 157          | с. Гавронщина, с. Плахтянка Макаровского р-на                                                 | Сведений нет | К       |
| Кривая Гора (укр. Крива Гора)              | Чернобыльский, Иванковский | Зимовищенский с/с    | 5,84               | 300          | с. Рудницкое, с. Лукаши Барышевского р-на                                                     | Расположено на берегу пруда-охладителя, в прямой видимости ЧАЭС. Неполная средняя школа, клуб, библиотека.                 | К       |
| Куповатое (укр. Купувате)                  | Чернобыльский, Иванковский | Куповатский с/с      | 30,51              | 324          | с. Грузское Макаровского р-на                                                                 | Сведений нет | К       |
| Ладыжичи (укр. Ладижичі)                   | Чернобыльский, Иванковский | Ладыжичский с/с      | 24,41              | 683          | с. Сукачи Иванковского р-на                                                                   | Сведений нет | К       |
| Лелёв (укр. Лелів)                         | Чернобыльский, Иванковский | Копачевский с/с      | 8,53               | 1233         | с. Недра Барышевского р-на                                                                    | Сведений нет | К       |
| Лубянка (укр. Луб'янка)                    | Полесский                  | Лубянский с/с        | 24,7               | 612          | с. Лубянка Васильковского р-на                                                                | Известно с XVII в. | К       |
| Мартыновичи (укр. Мартиновичі)             | Полесский                  | Мартыновичский с/с   | 34,25              | Сведений нет | с. Новые Мартыновичи Пирятинского р-на Полтавской обл.                                        | Впервые упоминается в 1458 году. Существовала Свято-Георгиевская церковь.                                                  | К       |
| Машево (укр. Машеве)                       | Чернобыльский, Иванковский | Машевский с/с        | 9,14               | 292          | с. Рудницкое, с. Лукаши Барышевского р-на                                                     | Сведений нет | К       |
| Новая Красница (укр. Нова Красниця)        | Чернобыльский, Иванковский | Речицкий с/с         | 17,19              | 196          | с. Королевка Макаровского р-на, с. Аркадиевка Згуровского р-на                                | Сведений нет | К       |
| Новая Марковка (укр. Нова Марківка)        | Полесский                  | Шкневский с/с        | 51,4               | Сведений нет | Сведений нет                                                                                  | Сведений нет | К       |
| Новый Мир (укр. Новий Мир)                 | Полесский                  | Новомирский с/с      | 34,78              | Сведений нет | с. Ковалин П.-Хмельницкого р-на                                                               | Известно с 1634 г. Неполная средняя школа, клуб, библиотека.                                                               | К       |
| Новоселки (укр. Новосілки)                 | Чернобыльский, Иванковский | Залесский с/с        | 18,89              | 260          | с. Новое Залесье Бородянского р-на                                                            | Сведений нет | К       |
| Новошепеличи (укр. Новошепеличи)           | Чернобыльский, Иванковский | Новошепеличский с/с  | 4,98               | 1683         | г. Макаров, с. Забуянье, с. Карошин, с. Вольное Макаровского р-на                             | Сведений нет | К       |
| Ольшанка (укр. Вільшанка)                  | Полесский                  | Лубянский с/с        | 29,08              | Сведений нет | Сведений нет                                                                                  | Сведений нет | К       |
| Опачичи (укр. Опачичі)                     | Чернобыльский, Иванковский | Опачичский с/с       | 24,8               | 681          | с. Новые Опачичи Макаровского р-на                                                            | Сведений нет | К       |
| Оташев (укр. Оташів)                       | Чернобыльский, Иванковский | Куповатский с/с      | 28,36              | 71           | с. Грузское Макаровского р-на                                                                 | Сведений нет | К       |
| Парышев (укр. Паришів)                     | Чернобыльский, Иванковский | Парышевский с/с      | 17,97              | 678          | с. Лукьяновка Барышевского р-на                                                               | Неполная средняя школа, клуб, библиотека, больница.                                                                        | К       |
| Плютовище (укр. Плютовище)                 | Чернобыльский, Иванковский | Опачичский с/с       | 23,41              | 77           | с. Новые Опачичи Макаровского р-на                                                            | Сведений нет | К       |
| Полесское (укр. Поліське)                  | Полесский                  | Полесский п/с        | 52,2               | ≈ 11000      | г. П.-Хмельницкий, г. Березань, пгт Барышевка, г. Киев и др.                                  | Упоминается с 1415 г. Деревообрабатывающая, швейная фабрика, кирпичный, льнозавод, комбинат продтоваров, гидрометеостанция | К       |
| Припять (укр. Прип'ять)                    | Чернобыльский, Иванковский | Припятский г/с       | 3,5                | 47500        | преимущественно г. Славутич                                                                   | Город-спутник ЧАЭС | К       |
| Пуховое (укр. Пухове)                      | Полесский                  | Волчковский с/с      | 48,2               | Сведений нет | Сведений нет                                                                                  | Сведений нет | К       |
| Разъезжее (укр. Роз'їждже)                 | Чернобыльский, Иванковский | Стечанский с/с       | 17,71              | 237          | с. Аркадиевка Згуровского р-на                                                                | Сведений нет | К       |
| Рассоха (укр. Розсоха)                     | Чернобыльский, Иванковский | Рассоховский с/с     | 26,6               | 416          | с. Колонщина Макаровского р-на                                                                | Известно благодаря отстойнику заражённой техники                                                                           | К       |
| Речица (укр. Річиця)                       | Чернобыльский, Иванковский | Речицкий с/с         | 17,54              | 615          | с. Гавронщина, с. Плахтянка Макаровского р-на                                                 | Известно с середины XIX века                                                                                               | К       |
| Рудня-Вересня (укр. Рудня-Вересня)         | Чернобыльский, Иванковский | Черевачский с/с      | 21,74              | 194          | с. Зрайки Володарского р-на, с. Лобачев Володарского р-на                                     | Сведений нет | К       |
| Рудня-Грезлянская (укр. Рудня-Грезлянська) | Полесский                  | Полесский п/с        | 46,6               | Сведений нет | Сведений нет                                                                                  | Сведений нет | К       |
| Рудня-Ильинецкая (укр. Рудня-Іллінецька)   | Чернобыльский, Иванковский | Ильинецкий с/с       | 23,49              | 114          | с. Право Жовтня, с. Жовтневое, с. Старая Оржица Згуровского р-на                              | Сведений нет | К       |
| Рудьки (укр. Рудьки)                       | Чернобыльский, Иванковский | Речицкий с/с         | 20,66              | 150          | с. Аркадиевка Згуровского р-на, с. Липовка Макаровского р-на                                  | Сведений нет | К       |
| Семиходы (укр. Семиходи)                   | Чернобыльский, Иванковский | Сведений нет         | 3,97               | Сведений нет | Сведений нет                                                                                  | Сведений нет | К       |
| Старая Красница (укр. Стара Красниця)      | Чернобыльский, Иванковский | Ильинецкий с/с       | 18,2               | 69           | с. Право Жовтня, с. Жовтневое, с. Старая Оржица Згуровского р-на                              | Сведений нет | К       |
| Старая Рудня (укр. Стара Рудня)            | Полесский                  | Веснянский с/с       | 32,89              | Сведений нет | Сведений нет                                                                                  | Сведений нет | К       |
| Староселье (укр. Старосілля)               | Чернобыльский, Иванковский | Зимовищенский с/с    | 7,68               | 145          | с. Рудницкое, с. Лукаши Барышевского р-на                                                     | Сведений нет | К       |
| Старые Шепеличи (укр. Старі Шепеличі)      | Чернобыльский, Иванковский | Старошепеличский с/с | 10,52              | 689          | с. Марьяновка Макаровского р-на                                                               | Сведений нет | К       |
| Стечанка (укр. Стечанка)                   | Чернобыльский, Иванковский | Стечанский с/с       | 14,58              | 905          | с. Пасковщина Згуровского р-на                                                                | Известно с 1634 г. | К       |
| Тарасы (укр. Тараси)                       | Полесский                  | Тарасовский с/с      | 56,9               | Сведений нет | с. Мазинки П.-Хмельницкого р-на                                                               | Сведений нет | К       |
| Теремцы (укр. Теремці)                     | Чернобыльский, Иванковский | Ладыжичский с/с      | 32,6               | 463          | с. Сукачи Иванковского р-на                                                                   | Неполная средняя школа, клуб, библиотека.                                                                                  | К       |
| Терехов (укр. Терехів)                     | Чернобыльский, Иванковский | Тереховский с/с      | 28,09              | 287          | с. Ярошовка, с. Дорогинка Фастовского р-на, с. Новоселки Макаровского р-на                    | Восьмилетняя школа, клуб, библиотека                                                                                       | К       |
| Толстый Лес (укр. Товстий Ліс)             | Чернобыльский, Иванковский | Толстолесский с/с    | 19,24              | ≈ 800        | с. Гавровщина, с. Плахтянка Макаровского р-на                                                 | Известно с 1447 г. Одно из крупнейших сёл современной зоны отчуждения. Работала средняя школа.                             | К       |
| Усов (укр. Усів)                           | Чернобыльский, Иванковский | Новошепеличский с/с  | 9,72               | 159          | с. Рудницкое, с. Лукаши Барышевского р-на                                                     | Сведений нет | К       |
| Фабриковка (укр. Фабриківка)               | Полесский                  | Луговицкий с/с       | 48,3               | Сведений нет | Сведений нет                                                                                  | Сведений нет | К       |
| Хутор Золотнеев (укр. Хутір Золотніїв)     | Чернобыльский, Иванковский | Сведений нет         | 26,1               | Сведений нет | с. Сукачи Иванковского р-на                                                                   | Сведений нет | К       |
| Чапаевка (укр. Чапаївка)                   | Чернобыльский, Иванковский | Чапаевский с/с       | 15,21              | 331          | с. Фасова, с. Людвиновка Макаровского р-на                                                    | Сведений нет | К       |
| Черевач (укр. Черевач)                     | Чернобыльский, Иванковский | Черевачский с/с      | 22,09              | 473          | с. Новое Залесье Бородянского р-на, с. Зрайки Володарского р-на, с. Лобачов Володарского р-на | Расположено на берегу р. Уж. Место обитания одного из табунов лошадей Пржевальского.                                       | К       |
| Чернобыль (укр. Чорнобиль)                 | Чернобыльский, Иванковский | Чернобыльский г/с    | 13,02              | 13700        | Киев, Бровары, Вышгород, Вишневый, Белая Церковь и др.                                        | Бывший районный центр. | К       |
| Чернобыль-2 (укр. Чорнобиль-2)             | Чернобыльский, Иванковский | Сведений нет         | 9,6                | Сведений нет | Сведений нет                                                                                  | Военный городок персонала ЗГРЛС «Дуга»                                                                                     | К       |
| Чистогаловка (укр. Чистогалівка)           | Чернобыльский, Иванковский | Чистогаловский с/с   | 6,39               | 774          | с. Ярешки Барышевского р-на                                                                   | Консервный завод, неполная средняя школа, клуб, библиотека.                                                                | К       |
| Шевченково (укр. Шевченкове)               | Полесский                  | Раговский с/с        | 34,78              | Сведений нет | Сведений нет                                                                                  | Сведений нет | К       |
| Ямполь (укр. Ямпіль)                       | Чернобыльский, Иванковский | Черевачский с/с      | 20,32              | 153          | с. Здвижевка, с. Новое Залесье Бородянского р-на                                              | Сведений нет | К       |
| Янов (укр. Янів)                           | Чернобыльский, Иванковский | Припятский г/с       | 3,02               | 254          | Сведений нет                                                                                  | Село и ж/д станция | К       |
| Ясен (укр. Ясен)                           | Полесский                  | Раговский с/с        | 51,9               | Сведений нет | Сведений нет                                                                                  | Сведений нет | К       |